# Sura (Russia)
Sura (in russo Сура?) è un insediamento di tipo urbano della Russia europea centrale, situato nel Nikol'skij rajon dell'oblast' di Penza.
Si trova lungo la riva sinistra del fiume Inza alla sua confluenza nella Sura, 28 km a nord-ovest di Kuzneck.